# Mordella unisignata reducta
Mordella unisignata reducta es una subespecie de coleóptero de la familia Mordellidae.

## Distribución geográfica
Habita en Madagascar.